# Мужлянський потік
Мужлянський потік (словац. Mužliansky potok) — річка в Словаччині, ліва притока Обідського каналу, протікає в окрузі Нові Замки.
Довжина приблизно 14.3-14.6 км. Витік знаходиться в масиві Подунайські пагорби (геоморфологічна підодиниця Гронські пагорби); на висоті близько 130 метрів.
Протікає територією сіл Гбельце; Мужла та Обід. Впадає в Обідський канал на висоті приблизно 105—106 метрів.